# У холмов есть глаза (фильм, 2006)
«У холмов есть глаза» (англ. The Hills Have Eyes) — американский фильм ужасов 2006 года режиссёра Александра Ажа, являющийся ремейком одноимённой картины Уэса Крэйвена и 3 фильмом одноимённой серии.
Мировая премьера — 10 марта 2006 года. Российская премьера — 6 июля 2006 года.

## Сюжет
Фильм начинается с того, что группа учёных, исследующая сильно радиоактивную зону, внезапно встречает израненного мужчину, просящего о помощи. Всех их убивает мутант Плутон.
Действие фильма переносится на несколько лет вперёд. Семья Картеров (отец Боб, его жена Этель, их старшая дочь Линн с мужем Дагом и их ребёнок Кэтрин, младшая дочь Бренда и сын Бобби, а также две немецких овчарки, Красавица и Зверь) едет из Кливленда, Огайо, в Сан-Диего, Калифорния, праздновать свою серебряную свадьбу. Часть пути лежит через пустыню, в которой некогда проводились ядерные испытания. На попутной заправке её владелец Фред указывает им путь покороче и рассказывает, что правительство переселило жителей из зоны испытаний, но в местных шахтах осталось несколько людей, отказавшихся переезжать. Постепенно, под действием радиации, они мутировали.
В дальнейшем пути Картеры попадают в аварию по умыслу мутанта Ящера и вынуждены остановиться посередине пустыни. Боб и Даг решают идти дальше (Даг вперёд, а Боб на заправку), а остальные остаются. Почувствовав чьё-то присутствие, Красавица убегает, и Бобби отправляется на её поиски, но находит только её обезображенный труп. В панике Бобби убегает, падает и теряет сознание, его находит молодая мутантка Руби и прячет парня от своего брата Гоггла. Бренде удаётся найти Бобби.
В это время на заправке Боб обнаруживает в истерике Фреда, который совершает самоубийство, а после Боба хватает мутант Папа Юпитер.
Даг обнаруживает в конце дороги кратер или большую воронку, полную брошенных автомобилей, к ночи он возвращается и рассказывает о тупике. Неожиданно семья обнаруживает связанного и горящего на дереве Боба. Пока Даг и Бобби пытаются потушить пламя, в лагерь проникают мутанты Плутон и Ящер. Они избивают и насилуют Бренду, после убивают, пытающихся помочь, Этель и Линн, и крадут ребёнка. А Зверь загрызает наблюдающего за лагерем мутанта.
На следующее утро Даг со Зверем отправляются на поиски дочери. Пройдя через шахту, они попадают в заброшенную деревню, где Дага хватает Большая Мама и запирает в холодильнике с трупами, но тот выбирается. В доме он находит Большого Мозга, который рассказывает Дагу о сброшенных сюда ядерных бомбах и о том, что стало с местным населением. Неожиданно врывается Плутон и в ходе битвы Даг убивает его и мутанта Кисту, а затем Зверь загрызает Большого Мозга. В доме Даг также обнаруживает двух детей-мутантов.
Тем временем Бобби и Бренда делают ловушку для Папы Юпитера, и трейлер взрывается вместе с ним. Даг обнаруживает ребёнка у Руби, за которой гонится Ящер. В результате Даг избивает Ящера прикладом дробовика, попутно стреляя в того трижды, однако мутант остаётся жив. Руби жертвует собой и с Ящером бросается в пропасть. Даг с Кэтрин и Зверем возвращаются к Бобби и Бренде, где они радуются победе. Однако финал остаётся открытым: в последнем кадре видно, как за выжившими в бинокль наблюдает мутант.

## В ролях
| Актёр           | Роль          |
| --------------- | ------------- |
| Эмили Де Рэйвин | Бренда Картер |
| Аарон Стэнфорд  | Даг Буковски  |
| Дэн Бирд        | Бобби Картер  |
| Винесса Шоу     | Линн Буковски |
| Кэтлин Куинлан  | Этель Картер  |
| Тед Ливайн      | Боб Картер    |
| Роберт Джой     | Ящер          |
| Билли Драго     | Папа Юпитер   |
| Эзра Баззингтон | Гоггл         |
| Грег Никотеро   | Киста         |

## Музыка
Треки с 10 по 29 были написаны группой Tomandandy.
1. Leave the Broken Hearts — The Finalist
2. Blue Eyes Woman — The Go
3. Highway Kind — Moot Davis
4. Summers Gonna Be My Girl — The Go
5. More and More — Уэбб Пирс
6. The Walls — Vault
7. In the Valley of the Sun — Buddy Stuart
8. Daisy — Wires on Fire
9. California Dreamin' — The Mamas & the Papas
10. Forbidden Zone
11. Gas Haven
12. Out House
13. Praying
14. Beauty
15. Ravens
16. Daddy Daddy
17. Beast Finds Beauty
18. Trailer
19. Aftermath
20. Ethel’s Death
21. Next Morning
22. Mine
23. Village Test
24. Breakfast Time
25. Play with Us
26. The Quest I
27. The Quest II
28. Sacrifice
29. It’s Over?
30. Ryan Slaying Snow Wolf Pt. I
31. Ryan Slaying Snow Wolf Pt. II
32. Ryan’s E-dating Guide

## Кассовые сборы
В первый уик-энд фильм заработал 15 708 512 долларов из 2521 кинотеатров. Фильм заработал 41 778 863 доллара в США и 70 миллионов долларов по всему миру, превышая бюджет более чем в 4 раза.
Фильм занял третье место на первой неделе. Он опустился на пятое после второй недели проката и на восьмое после третьей. Он выпал из десятки лучших, заняв 12-е место после четвёртой недели. После пяти недель он занял 17-е место, а после шестой недели он выпал из двадцатки лучших, заняв 21-е место. Он продолжал падать в последующие недели.
Прокат в общей сложности длился 105 дней, или 15 недель, и был закончен 22 июня 2006 года.